# 貞孝公主墓
貞孝公主墓（ていこうこうしゅぼ）は、渤海第3代王・大欽茂の四女・貞孝公主の墓である。

## 概要
中華人民共和国吉林省和竜市にある龍頭山古墓群に所在する。1980年の調査により発見された。
墓室は塼及び石製の、奥行3.1メートル幅2.1メートルの長方形で高さは3.4メートル、平行持ち送り式の天井を持ち、墓道の長さは7.1メートル、封土は幅が南側5.75メートル・北側3.3メートルの方形状で上に塔があるのが特徴である。（概略図は出典ご参照）
墓室及び墓道の壁面には12人の人物画が描かれており、渤海王室の内宮を表現したものとみられ、貴重な発見となった。（概略図及び写真は出典ご参照(東潮 ほか 2012)）
塼で墓室を築き、墓室の壁には12人の人物像が描かれており、墓からは墓碑、陶俑顔部の破片、金銅製金具・釘、鉄製釘などが出土した。
墓碑は、楷書体の漢字で728字刻まれており、渤海第3代王・大欽茂の四女・貞孝公主の墓であること、同次女の貞恵公主の妹であること、792年に死去し同年冬に埋葬されたこと、享年36歳であったこと、夫に先立たれ幼女を育てて貞節を守っていたことなどが記されている。
墓は盗掘されていたが、墓のなかから男女各一体分の人骨が発見され、推定年齢も符合することから、夫婦の合葬墓と推定された。墓の構造や壁面の状況などは唐の墓制と共通点が多く、そうすると、夫は唐の文物・制度に精通していた人物か、あるいは渤海王の一族で唐に宿衛していた経験のある人物ではないかとみられる。
王承礼（吉林省博物館館長）は、渤海文化は独立的な渤海独自の民族文化という主張は誤った見解との認識を示しており、実例として、貞恵公主墓と貞孝公主墓の比較を通じて貞恵公主墓は高句麗文化の影響を示しているが、貞孝公主墓は唐文化の影響を示しており、唐に対する渤海の隷属化が進行したと主張している。
貞恵公主墓および貞孝公主墓墓誌銘文は、『詩経』『礼記』をはじめとする古典に出典をもつ語句によって構成されている。